# Prochlorofity
Prochlorofity (Prochlorophyta, Prochlorales) – grupa glonów obejmująca dość nietypowe organizmy prokariotyczne.
Prochlorofity odkryto w XX wieku w ciele osłonic, morskich strunowców. Prochlorofity są specyficzną grupą sinic, wyróżniając się tym, że w ich cytoplazmie zawarty jest chlorofil a i b, podobnie jak w chloroplastach roślin lądowych, a brak fikobilin.
To znalezisko potwierdziło istnienie prokariotycznych organizmów, których przodkowie mogli wniknąć do bliżej dziś nieznanych cudzożywnych organizmów eukariotycznych i przekształcić się w ich chloroplasty. To dowód na powiązanie prokariotów fotoautotroficznych z dzisiejszymi roślinami zielonymi.
Pierwszym (1975 rok) wyróżnionym rodzajem prochlorofita był symbiotyczny Prochloron. Ze względu na odmienność części barwników fotosyntetycznych od innych bakterii, łącznie z sinicami, wyodrębniono dla niego podklasę Prochlorophyta. Postulowano wówczas jego bliskie pokrewieństwo z organizmami, które według teorii symbiogenezy dały początek chloroplastom, mimo że ściśle endosymbiotyczne (żyjące nie tylko wewnątrz tkanek, ale też wewnątrz komórek gospodarza) gatunki z rodzaju Prochloron odkryto dopiero w latach 90. XX w.
W latach 80. XX wieku odkryto dwa kolejne rodzaje z tej grupy – Prochlorothrix i Prochlorococcus. Są to organizmy planktoniczne. Dalsze badania molekularne wykazały, że nie ma podstaw do wyodrębniania prochlorofitów z sinic jako równoważnej im grupy. Szczególne podobieństwo występuje między Prochlorococcus a sinicą Synechococcus. Okazało się również, że trzy grupy prochlorofitów (wydzielane w randze rodzin: Prochloraceae, Prochlorotrichaceae i Prochlorococcaceae) stanowią odrębne linie ewolucyjne i są bliższe innym grupom sinic niż sobie nawzajem. Prochlorococcus jest bardzo bliski Synechococcus z grupy Chroococcales, do grupy tej można zaliczyć również Prochlorothrix hollandica, jednak jako takson o dalszym pokrewieństwie, Prochloron zaś jest bliski sinicy Pleurocapsa z grupy Pleurocapsales. W związku z tym postulowane jest używanie nazwy "prochlorofity" jedynie jako określenia sinic o pewnych wspólnych cechach aparatu fotosyntetycznego, a nie jako nazwy taksonu.